# Hammerstein Ballroom

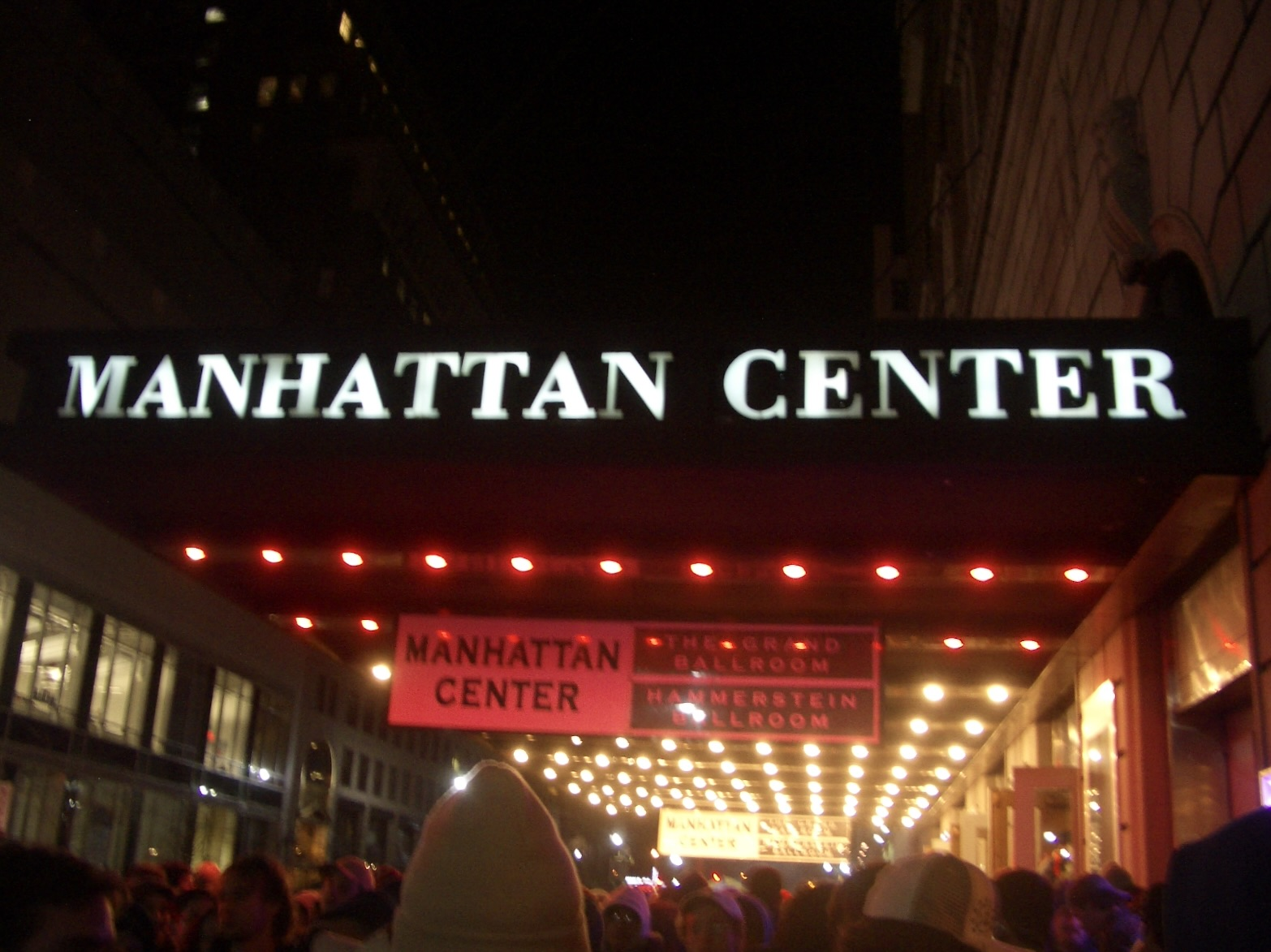
Eingangsbereich des Manhattan Centers und seinen Ballrooms (2006)

Der Hammerstein Ballroom ist ein ehemaliger Ballsaal in 311 West 34th Street in Manhattan (New York City), der heute für Kongresse und als Musikspielstätte genutzt wird.

## Geschichte
Oscar Hammerstein I ließ 1906 das Gebäude als Manhattan Opera House bauen, als Spielstätte für seine Manhattan Opera Company. 1910 bezahlte deren Konkurrentin, die Metropolitan Opera, Hammerstein 1,2 Millionen Dollar dafür, dass er zehn Jahre aufhörte, dort weiter Opern zu spielen. Das führte dazu, dass das Gebäude umgebaut wurde, um als Aufführungsort für unterschiedliche Genres bis hin zum Vaudeville zu dienen.
In den nächsten Jahrzehnten wechselte das Gebäude mehrfach Eigentümer und Bestimmungszweck und wurde nacheinander als Tanzsaal, als Tempel der Freimaurer und als Gewerkschaftslokal genutzt. Dann wurde es von der Vereinigungskirche Sun Myung Moons erworben, die das Gebäude seit 1986 als Manhattan Center Studios und ab 1997 nach aufwändiger Renovierung als Hammerstein Ballroom betrieb.
Die Halle ist 1100 Quadratmeter groß und fasst bis zu 3500 Besucher bei Konzerten. Für Theateraufführungen und Banketts haben 2200 beziehungsweise 1000 Besucher Platz im Veranstaltungsort. Ebenso wird das Gebäude für Konzerte und als Austragungsort der Overwatchleague genutzt; so traten hier international erfolgreiche Musiker wie David Bowie, Iron Maiden, Radiohead, Rammstein, Bob Dylan, Pet Shop Boys, Patti LaBelle, O.A.R. und Bryan Adams auf.
Die Wrestling Promotion Extreme Championship Wrestling veranstaltete Anfang der 2000er-Jahre mehrfach Events im Hammerstein Ballroom. Der Ort genießt seitdem bei Wrestling Fans Kultstatus und wurde daraufhin auch von WWE, Ring of Honor, New Japan Pro-Wrestling und All Elite Wrestling genutzt.